# Nenad Krstičić
Nenad Krstičić (n. 3 iulie 1990) este un fotbalist sârb care joacă pe postul de mijlocaș pentru clubul grec AEK Atena. A debutat pentru echipa națională a Serbiei în 2013.

## Cariera pe echipe

### Cariera timpurie și boala
Krstičić și-a început cariera la OFK Belgrad și s-a alăturat echipei Sampdoria la 1 septembrie 2008, la insistențele lui Giuseppe Marotta, care considera că jucătorul de 17 ani era unul dintre cei mai talentați jucători pe care îi adusese vreodată la club. În timp ce juca pentru echipa de tineret, el a jucat în 2011 la Torneo di Viareggio pe unul din locurile permise jucătorilor care depășesc limita de vârstă. El a suferit o accidentare la genunchi și a suferit o intervenție chirurgicală pentru refacerea meniscului, după care medicii l-au diagnosticat în mod neașteptat cu limfomul lui Burkitt și i-au spus lui Krstičić că mai avea 48 de ore de trăit. Din fericire, personalul medical al lui Sampdoria au câștigat lupta cu cancerul, iar Krstičić a trăit și a continuat să joace fotbal, deși boala a reprezentat un mare impediment în cariera sa. Pe parcursul acestui episod de cancer, Krstičić a pierdut 55 de kilograme și sângele său a fost compromis. Krstičić a debutat în cele din urmă pentru Sampdoria într-un meci de UEFA Europa League împotriva lui Debrețin pe 16 decembrie 2010. La 2 decembrie 2012, a marcat primul gol pentru Sampdoria împotriva Fiorentinei.
La 2 februarie 2015, Krstičić a fost împrumutat la Bologna. De la echipa genoveză au mai fost aduși Júnior Costa și Daniele Gastaldello. Totuși, Krstičić s-a accidentat în martie și nu a mai jucat. Contractul său cu Sampdoria a încetat la 18 iulie 2016.

### Alavés
La 25 iulie 2016, Krstičić a semnat un contract cu Alegés din Liga Alavés din postura de jucător liber de contract. Conaționalul său, Aleksandar Katai, care, de asemenea, a suferit de o boală gravă la începutul carierei sale, a ajuns la Alavés mai târziu în aceeași vară, iar cei doi au devenit coechipieri la mijlocul terenului.

### Steaua Roșie Belgrad
La 23 august 2017, Krstičić a semnat cu Steaua Roșie Belgrad un contract pe doi ani. El și-a făcut debutul în derby-ul etern pe 27 august 2017. Krstičić a jucat pe postul de mijlocaș central în timpul sezonului 2017-2018 sub comanda antrenorului Vladan Milojević, făcând pereche cu mijlocașul defensiv Mitchell Donald după accidentarea lui Branko Jovičić. După ce Guélor Kanga a părăsit-o pe Steaua Roșie, Krstičić a început să joace ca mijlocaș ofensiv la începutul anului 2018. A marcat primul său gol pentru club în victoria cu 2-1 obținută împotriva lui Voždovac pe 3 martie 2018. Opt zile mai tarziu, Krstičić a marcat și în meciul încheiat la egalitate, scor 1-1 cu Napredak Kruševac.

### AEK Atena
La 26 decembrie 2018, Steaua Roșie Belgrad a anunțat că Krstičić a fost achiziționat de AEK Atena. Clubul din Atena a activat clauza dereziliere de 500.000 €, cu șase luni înainte de încheierea contractului său cu Steaua Roșie, care i-a permis să se mute la noul său club.
La 23 ianuarie 2019 a marcat primul său gol pentru noul său club într-o victorie enuziasmantă cu lui 5-0 împotriva AO Chania-Kissamikos din optimile Cupei Greciei. Echipa sa a câștigat 6-1 la general și a avansat la sferturile de finală ale competiției. La 3 aprilie 2019 a primit o centrare de pe partea dreaptă din partea lui Viktor Klonaridis, cu Krstičić învingându-l pe Nikos Melissas într-un meci contând pentru turul semifinalei Cupei Greciei împotriva lui Lamia.

## Cariera la națională
Krstičić a debutat pentru Serbia la 6 februarie 2013 într-un meci amical împotriva Ciprului la vârsta de 22 de ani.

## Statistici privind cariera
Până pe 3 aprilie 2019 
| Club               | Season        | League  | League | Cup     | Cup    | Continental | Continental | Other   | Other  | Total   | Total  |
| Club               | Season        | Meciuri | Goluri | Meciuri | Goluri | Meciuri     | Goluri      | Meciuri | Goluri | Meciuri | Goluri |
| ------------------ | ------------- | ------- | ------ | ------- | ------ | ----------- | ----------- | ------- | ------ | ------- | ------ |
| OFK Belgrad        | 2007–2008     | 24      | 0      | ?       | ?      | 0           | 0           | 0       | 0      | 24      | 2      |
| OFK Belgrad        | 2008–2009     | 3       | 0      | ?       | ?      | 2           | 0           | 0       | 0      | 5       | 0      |
| OFK Belgrad        | Total         | 27      | 2      | ?       | ?      | 2           | 0           | 0       | 0      | 29      | 2      |
| Sampdoria          | 2009–2010     | 0       | 0      | 0       | 0      | 0           | 0           | 0       | 0      | 0       | 0      |
| Sampdoria          | 2010–2011     | 0       | 0      | 0       | 0      | 1           | 0           | 0       | 0      | 1       | 0      |
| Sampdoria          | 2011–2012     | 13      | 0      | 0       | 0      | 0           | 0           | 0       | 0      | 13      | 0      |
| Sampdoria          | 2012–2013     | 25      | 1      | 1       | 0      | 0           | 0           | 0       | 0      | 26      | 1      |
| Sampdoria          | 2013–2014     | 32      | 1      | 2       | 1      | 0           | 0           | 0       | 0      | 34      | 2      |
| Sampdoria          | 2014–2015     | 12      | 0      | 3       | 0      | 0           | 0           | 0       | 0      | 15      | 0      |
| Sampdoria          | 2015–2016     | 10      | 0      | 0       | 0      | 2           | 0           | 0       | 0      | 12      | 0      |
| Sampdoria          | Total         | 92      | 2      | 6       | 1      | 3           | 0           | 0       | 0      | 101     | 3      |
| Bologna (împrumut) | 2014–2015     | 16      | 0      | 0       | 0      | 0           | 0           | 0       | 0      | 16      | 0      |
| Bologna (împrumut) | Total         | 16      | 0      | 0       | 0      | 0           | 0           | 0       | 0      | 16      | 0      |
| Alavés             | 2016–2017     | 14      | 2      | 6       | 1      | 0           | 0           | 0       | 0      | 20      | 3      |
| Alavés             | Total         | 14      | 2      | 6       | 1      | 0           | 0           | 0       | 0      | 20      | 3      |
| Steaua Roșie       | 2017–2018     | 27      | 4      | 1       | 0      | 8           | 0           | 0       | 0      | 36      | 4      |
| Steaua Roșie       | 2018–2019     | 13      | 1      | 1       | 0      | 13          | 1           | 0       | 0      | 27      | 2      |
| Steaua Roșie       | Total         | 40      | 5      | 2       | 0      | 21          | 1           | 0       | 0      | 63      | 6      |
| AEK Athena         | 2018–2019     | 10      | 0      | 3       | 2      | 0           | 0           | 0       | 0      | 13      | 2      |
| AEK Athena         | Total         | 10      | 0      | 3       | 2      | 0           | 0           | 0       | 0      | 13      | 2      |
| Total carieră      | Total carieră | 199     | 11     | 17      | 4      | 26          | 1           | 0       | 0      | 242     | 16     |

### Meciuri la națională
Până pe data de 10 noiembrie 2017
| Echipa națională a Serbiei | Echipa națională a Serbiei | Echipa națională a Serbiei |
| An                         | Meciuri                    | Goluri                     |
| -------------------------- | -------------------------- | -------------------------- |
| 2013                       | 3                          | 0                          |
| 2014                       | 0                          | 0                          |
| 2015                       | 0                          | 0                          |
| 2016                       | 0                          | 0                          |
| 2017                       | 1                          | 0                          |
| Total                      | 4                          | 0                          |

## Titluri

### Club
Steaua Roșie Belgrad
- Superliga Serbiei: 2017-2018 [23]

### Individual
- Echipa sezonului în Superliga Serbiei: 2017-2018 [25]